# Chamaecrista greggii
Chamaecrista greggii là một loài thực vật có hoa trong họ Đậu. Loài này được (A.Gray) A.Heller miêu tả khoa học đầu tiên.